# 瓦納奧爾霍山 (欽奇瓦西-科斯梅)
12°32′08″S 74°36′44″W / 12.53556°S 74.61222°W
瓦納奧爾霍山（Yana Orjo），是秘魯的山峰，位於該國中南部萬卡韋利卡大區，由欽奇瓦西區和科斯梅區負責管轄，屬於安地斯山脈的一部分，海拔高度4,400米。